# 灭鼠剂

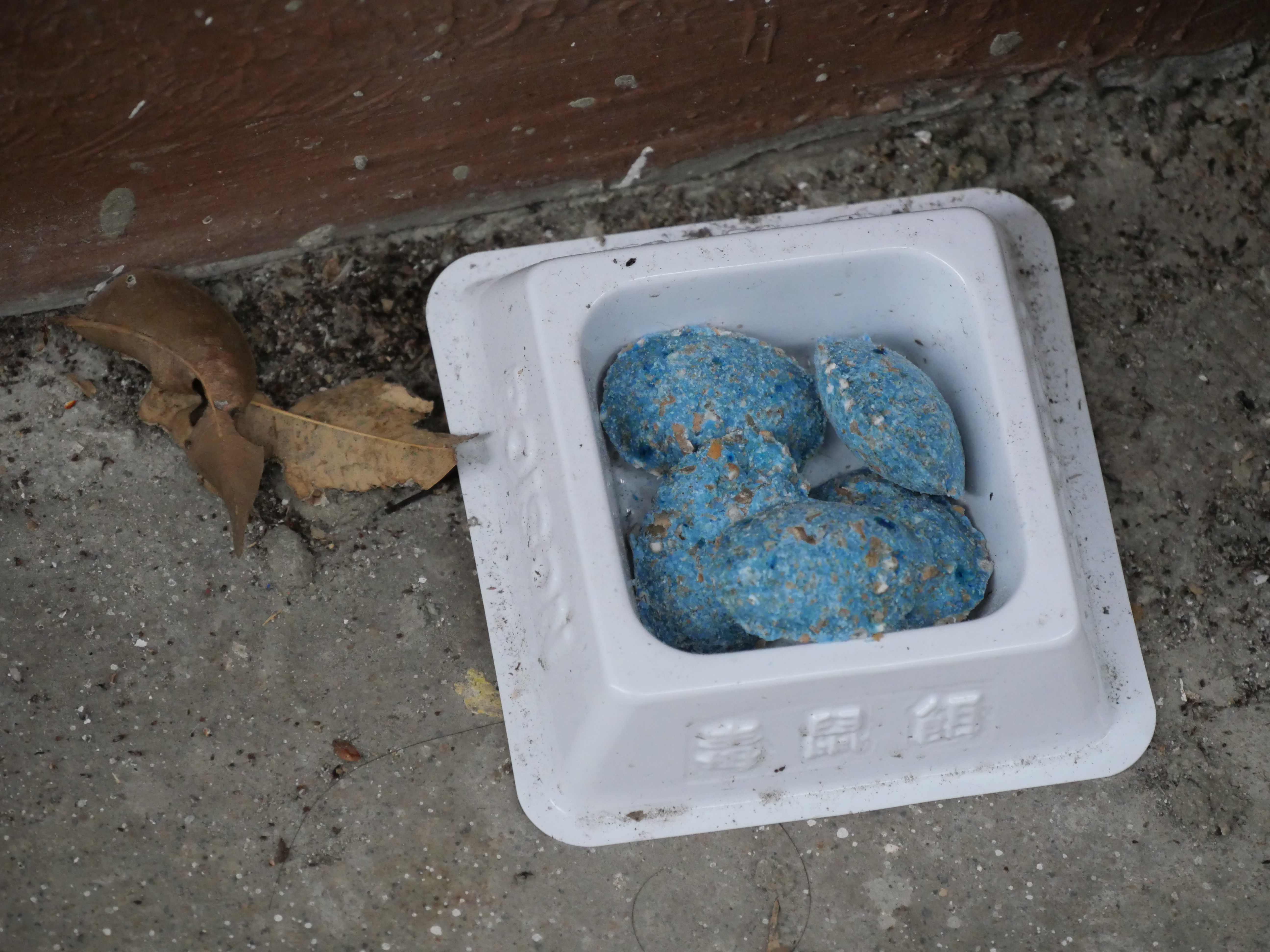
老鼠藥

灭鼠剂，俗称老鼠药，通常是为杀死啮齿类动物而生产和出售的非特异性防治病虫害化学品。
一些灭鼠剂在一次接触后具有致命性，而另一些则需要一次以上。啮齿类动物不愿意吃未知的食物（也许反映出啮齿动物无法呕吐而作出的演化适应）而倾向于品尝，等待并观察是否使它们或其他老鼠生病。  这种中毒害羞现象是仅在多次服用后才可杀死老鼠的灭鼠剂的原理。
除了对摄入它们的哺乳动物（包括狗，猫和人）具有直接毒性外，许多灭鼠剂还对捕杀或清除大鼠尸体的动物造成二次中毒的风险。 

## 扩展阅读
- Plunkett, Signe J. . Harcourt Publishers. 2001: 289–292. ISBN 0-7020-2487-2.
- Gfeller, Roger W.; Shawn P. Messonnier. . Mosby. 2004: 321–326. ISBN 0-323-01246-9.